# Eufronio

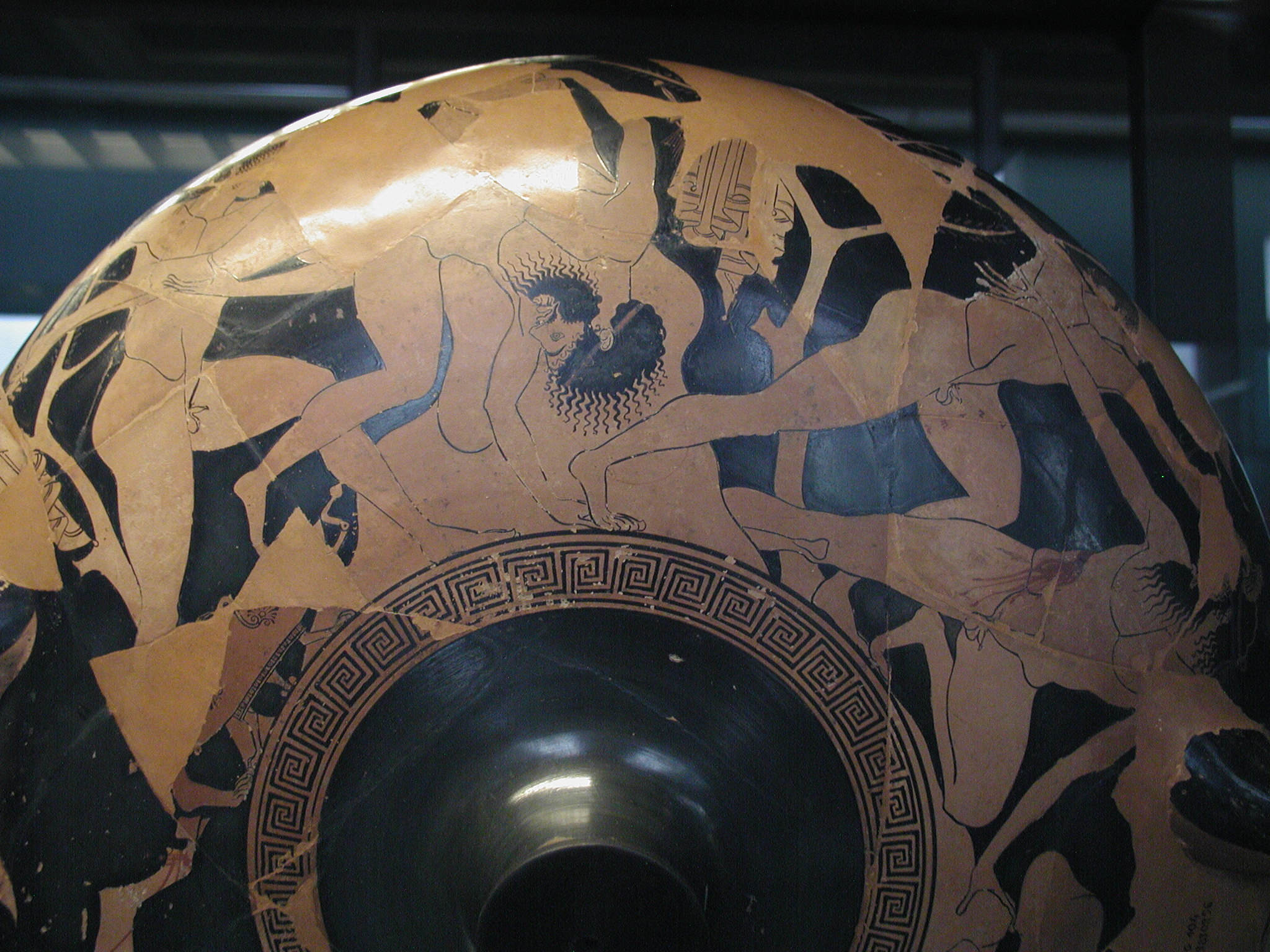
Teseo y Escirón, Teseo y Procusto, cara A de una copa de figuras rojas, v. 500-490 a. C.

Eufronio era un alfarero y pintor de cerámica griega de figuras rojas que vivió a finales del siglo VI a. C. y en la primera mitad del siglo V a. C. en Atenas. Formó parte de los más célebres artistas de su época, en concreto del grupo pionero, y es conocido por las obras de gran calidad que firmó y que han llegado hasta la actualidad.

## Contexto general

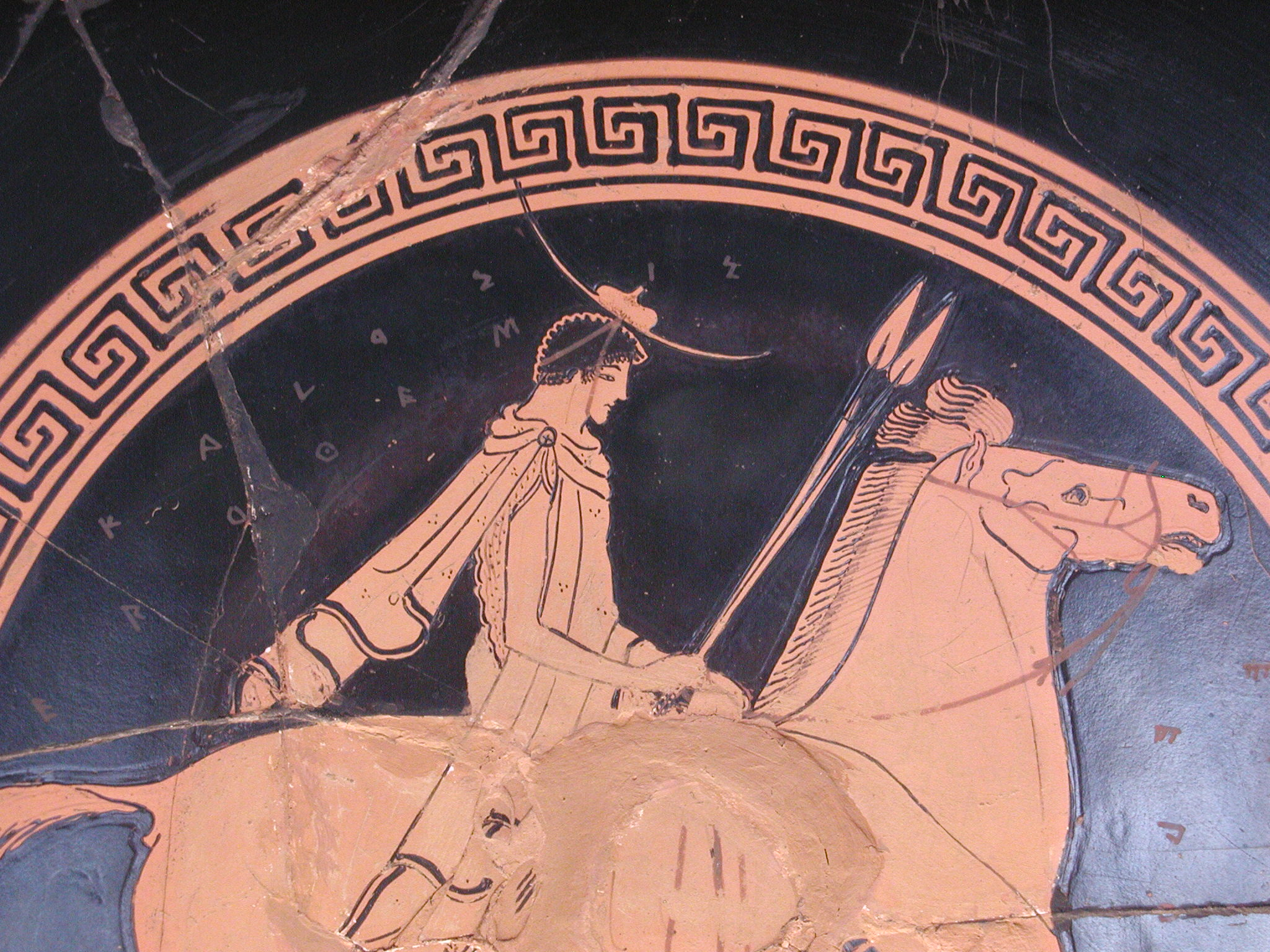
Caballero, interior de copa, h. 500-490 a. C.

La cerámica griega antigua tiene una larga historia y Eufronio entra en la época charnela, que ve la aparición de un nuevo estilo, más expresivo, de la nueva técnica de la cerámica de figuras rojas, que reemplazó progresivamente las técnicas anteriores de las figuras negras a partir de los años 530 a. C. Ya, desde la mitad del siglo VI a. C., los diferentes talleres griegos fueron suplantados por los talleres de la región de Atenas, que producían la cerámica ática en la que Eufronio ejerció su arte.

## Elementos históricos
De la vida de Eufronio se conocen pocos datos. Sólo sus firmas y su estilo reconocible permiten situarlo cronológicamente. Pionero y virtuoso de la técnica de figuras rojas, se conocen seis de sus obras firmadas como pintor (euphronios égraphsen, «Eufronio ha pintado») y una veintena de otras le son atribuida por el estilo. Otras diez cerámicas son firmadas como alfarero (euphronios époiésen, «Eufronio ha fabricado»), y son decoradas por otros artistas. Parece, por las dataciones, que Eufronio habría sido en primer lugar pintor decorador, luego se hizo viejo y menos hábil, y habría acabado quizás su carrera como encargado de taller y alfarero. Una inscripción sobre la base de una estela votiva destruida de la Acrópolis de Atenas lleva la inscripción Eufronios kérameus («Eufronio ceramista)» y acredita la tesis de la reputación y de la fortuna de este taller.

## El estilo artístico

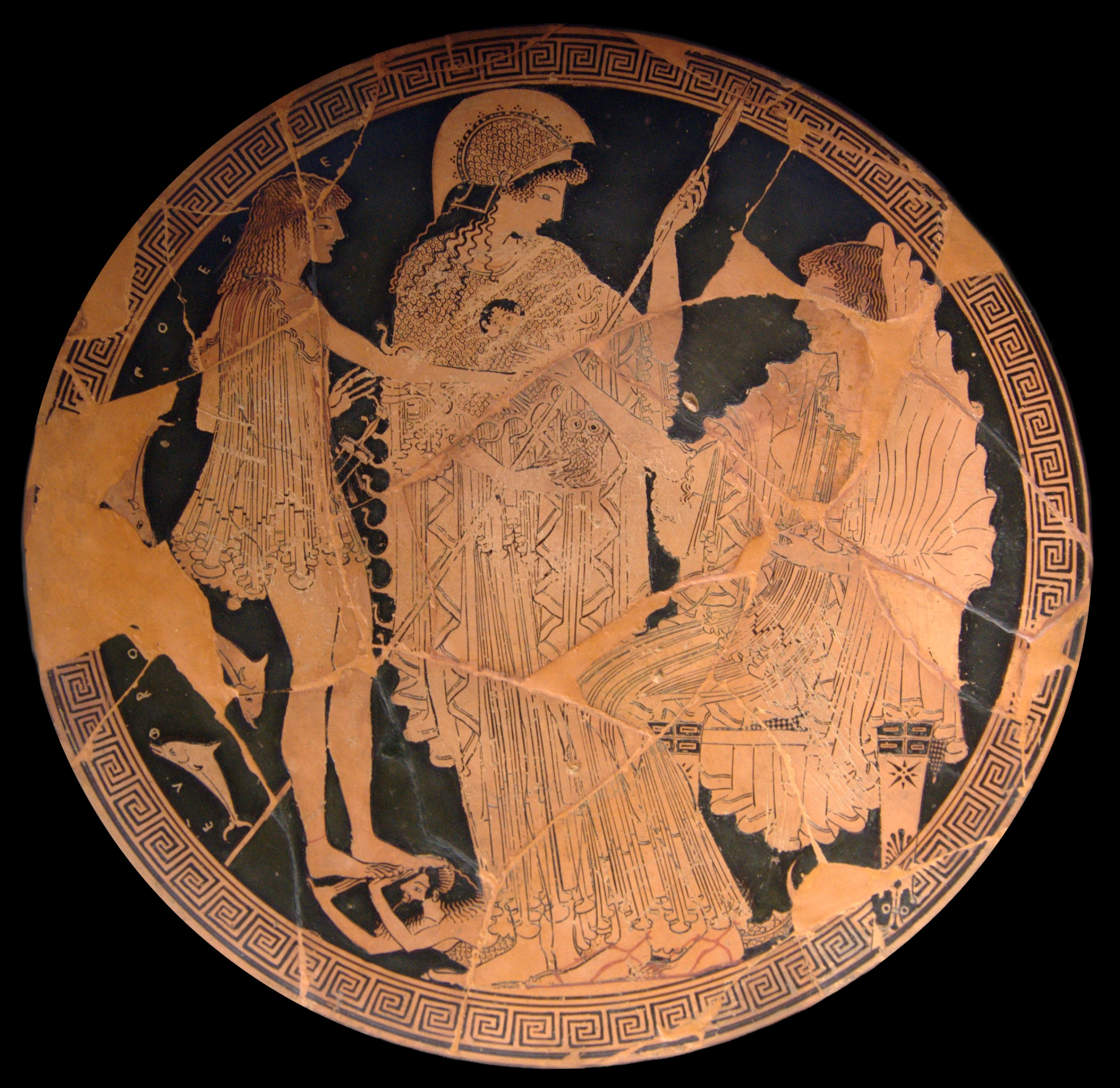
Teseo y Anfítrite, interior de copa, h. 500-490 a. C.

Eufronio es, incontestablemente, un gran artista de la época y un notable dibujante que pudo abrirse camino con la técnica más fina y expresiva de la cerámica de figuras rojas. Pintó, seguramente, un gran número de obras, perdidas la mayoría. Se observa una predilección por los vasos de gran tamaño, ánforas y cráteras. Saca su inspiración tanto de temas de la vida cotidiana, efebos en la palestra o aseándose, más que de temas épicos y mitológicos como por ejemplo las hazañas de Heracles que ilustra numerosas veces.
En todo caso, su estilo es reconocible por el virtuosismo y la precisión del dibujo. Se ocupaba particularmente de reproducir minuciosamente los detalles, sobre todo la precisión de la anatomía de sus personajes, muy a menudo representados desnudos. Se aplicaba en representar el máximo de músculos en acción. Busca también trabajar la variedad de los ángulos de vista, la diversidad de las actitudes y la composición de escenas con múltiples personajes sobre una superficie circular. Adorna también sus composiciones con menciones manuscritas, el nombre de los personajes representados, reales o mitológicos, y, sobre numerosos vasos, una aclamación que alaba la belleza de los efebos de su época, particularmente de un tal Leagro, muerto en una batalla.

## Algunas obras célebres
- Las cratéras de cáliz del museo del Louvre, (G 103 et G 110): la lucha de Heracles y de Anteo.
- La crátera de Berlín, Staatliche Museen, (número2180): escena de efebos aseándose.
- La copa del Staatliche Antikensammlungen de Múnich, (número2620), las hazañas de Heracles:
- La crátera de cáliz del Metropolitan Museum of Art, (Inv. 1972.11.10). la retirada del cadáver de Sarpedón por Hipnos y Tánatos.

## Otros artistas ceramógrafos contemporáneos (época preclásica)

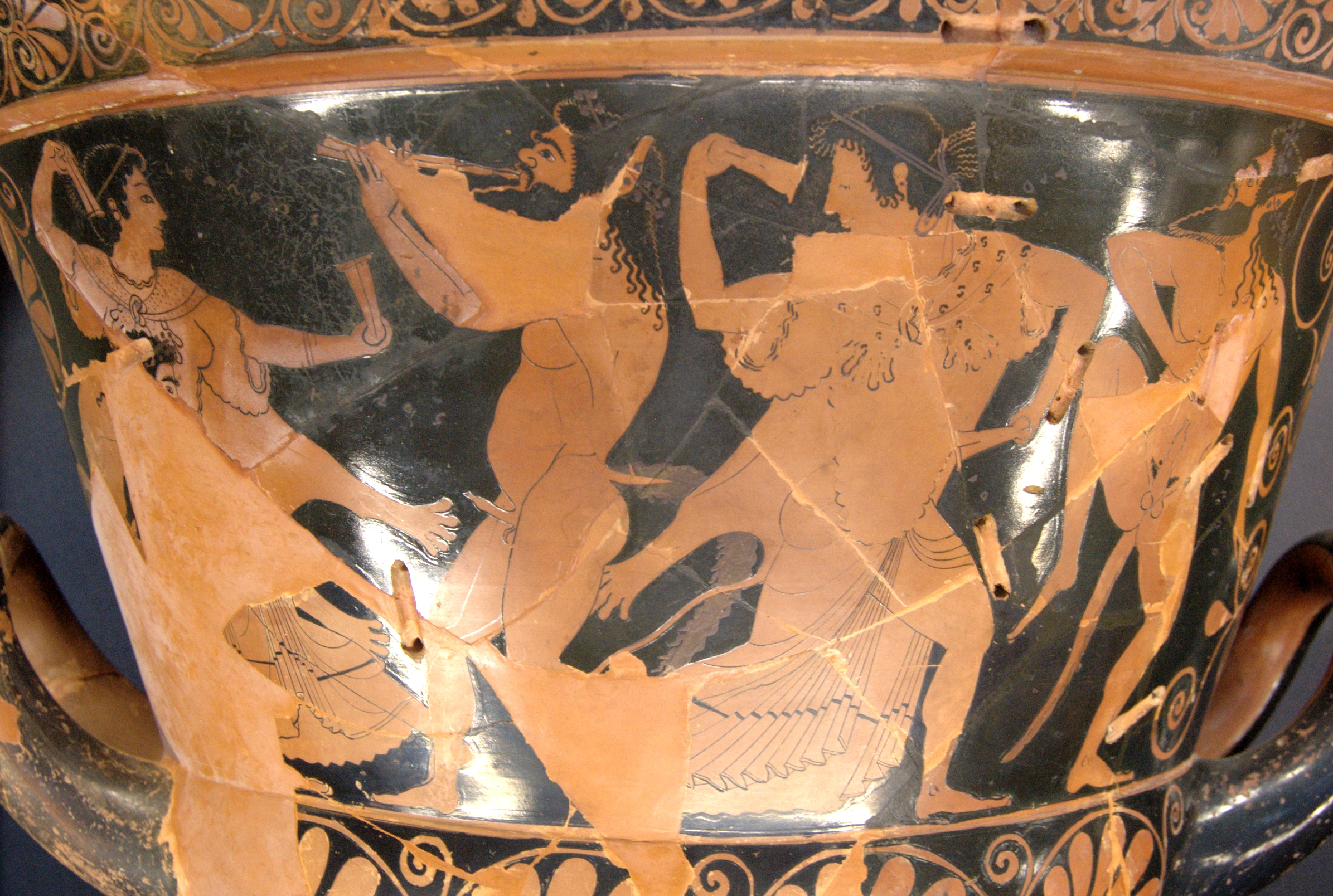
Sátiros y Ménades, crátera de cáliz, h. 510-500 a. C.

- Pintores cuyos nombres son conocidos:
  - Eutímides.
  - Onésimo.
  - Fincias.
  - Esmicros.
  - Dúrides.
  - Olto .
- Pintores conocidos por el nombre del taller de alfarería:
  - El Pintor de Andócides,
  - El Pintor de Pistóxeno.
  - El Pintor de Brygos.
  - El Pintor de Cleofrades.
- Pintores nombrados por una obra magistral en un museo, el nombre de este museo, o el lugar de descubrimiento:
  - El Pintor de Berlín.
  - El Pintor de Aquiles.
  - El Pintor de Gela.
  - El Pintor de los Nióbidas.
  - El Pintor de Pentesilea.